# Ђаво
Ђаво (или Ђавол; од грч. Διάβολος, преко стсл. Дїаволъ), Сатана (Сотона; хебр. שָׂטָן, арам. , лат. Sátanas, са првобитним значењем у хебр. језику „противник”, „тужитељ (пред судом)” (Пс 109;6; усп. За 3.12;Јб 1.6; За 3.12)) или враг, у религији представља персонификацију зла, непријатеља људима и Богу, палог анђела, демона или мање божанство. Сматра се објективизацијом непријатељске и деструктивне силе.
Тешко је прецизирати одређену дефиницију било ког степена сложености која ће обухватити све традиције, осим тога што је манифестација зла. Има смисла разматрати ђавола кроз објектив сваке од култура и религија које имају ђавола као део својих митова.
Историја овог концепта је испреплетана са теологијом, митологијом, психијатријом, уметношћу и књижевношћу, при чему одржава валидност и развија се независно унутар сваке традиције. То се историјски дешава у многим контекстима и културама, и има много различитих имена — Шејтан, Луцифер, Белзебуб, Мефистофелес — и атрибута: он се портретише као плав, црн или црвен; приказује се као да има рогове на глави, и без рогова, и тако даље.
Идеја ђавола је често била озбиљно схваћена, мада не увек, на пример када се фигуре ђавола користе у рекламирању и на омотима слаткиша.

## Дефиниције
У својој књизи „Ђаво: Перцепција зла од антике до примитивног хришћанства” (енгл. The Devil: Perceptions of Evil from Antiquity to Primitive Christianity), Џефри Бартон Расел дискутује разна значења и потешкоће које се сусрећу приликом коришћења термина ђаво. Он не покушава да дефинише реч у општем смислу, али описује ограничену употребу коју намерава да примени за реч у својој књизи — ограничену да би се „минимизовала ова потешкоћа” и „ради јасноће”. У својој књизи Расел користи реч ђаво као „антропоморфизам зла који се среће код разних култура”, за разлику од речи шејтан, коју специфично резервише за фигуру у аврамским религијама.
У уводу у своју књигу Сотона: Биографија, Хенри Ансгар Кели дискутује различита разматрања и значења на која је наишао у употреби израза као што су ђаво и сатана, итд. Мада не даје општу дефиницију, он то описује то у својој књизи као „кад год се дијаболос користи као право име сатане”, што напомиње користећи мали формат великих слова.

## Ђаво у словенској митологији
Враг или Ђаво какав се сусреће и затиче у ←српским народним веровањима и умотворинама, изграђен је након покрштавања Словена, под снажним утицајем Цркве. Узроке овој појави треба тражити у старој словенској многобожачкој вери. На Ђавола су пренесене функције и митови који су се раније везивали за неке од словенских врховних богова, а исто се догодило и са германским Воданом и словенским Црнобогом.
Личност је јако сложена. Ниједан други демон није имао тако разнолику историју; ни један други није преоптерећен толиком наследством из старе вере. И дан-данас се назива именом некадашњег словенског врховног бога (в. Чајкановић): то је име Даба, које је хипокористика од имена Дабог. Заједничко словенско име за Ђавола (руски „чорт”, чешки „черт”, пољски „чарт”, лужичкосрпски „царт”) првобитно је била епиклаза не за Ђавола, него баш за Дабога, који је бог чарања (par exellence).
По овим својим најважнијим ознакама, Ђаво је заменик паганског врховног бога, па отуда и потиче његов удео у култу, нарочито ако је реч о некој недозвољеној радњи, увек се апелује на Ђаволову помоћ или се (жртвама, заклињањима, молитвама) утиче на њега да барем не смета. Отуда вероватно и пословица „Ужди свецу једну свећу, а Ђаволу две“. Ђаво има неке особине и телесне карактеристике које су на њега пренесене са других демона. На пример, када се каже да су „Ђаволи у ноћи јахали и заносили путнике”, може се рећи да је то посао и вукодлака и других ноћних демона, а када Ђаво чини људима ситне пролазне пакости, досађује им и „прави комендију”, то у основи значи да се ради о обичном шумском демону (а не Ђаволу), коме задовољство чине несташлуци. Такви демони су били грчки Силени и Сатири и римски Фауни (или код Срба Силвани), па су чак нека спољашња обележја идентична: козје ноге, јарчева брада, уши „као у вола”.

## Бахаи Вера
У Бахаи вери се не верује да постоји злобан, надчовечан ентитет, као што су ђаво или сотона. Ови изрази се, међутим, појављују у Бахиним списима, где се користе као метафоре за нижу природу човека. Људска бића имају слободну вољу и стога су у стању да се окрену Богу и развију духовне квалитете или да се одврате од Бога и буду уроњена у своје егоцентричне жеље. Појединци који прате искушења и не развијају духовне врлине често се описују у Бахајевим списима с речју "сотонистичке". Бахајски списи такође кажу да је ђаво метафора за „инсистирано ја“ или „ниже ја“ што је себична склоност унутар сваког појединца. Они који следе своју нижу природу описани су и као следбеници "Злог".

## Ђаво у хришћанству
Ђаво (Враг, Сотона, Сет, Сатанаил, Луцифер) је божије створење, анђео отпадник, богоодступник из Старог завета, узрочник пада човечанства у грех.
Хришћанска догматика је наставила јеврејску прогласивши га за противника Сина Божијег и непријатеља људи, оца лажи — персонификацију греха и зла. Сличну идеју користе и неке друге монотеистичке религије као што је ислам.
По хришћанском убеђењу, његове моћи су највеће тамо где су се људи највише удаљили од Бога, те их он може везивати и користити за себе и своје послове, без њихове воље. Са друге стране они који се нису удаљили од Бога и подлегли ђавољем утицају, услед јаке воље или љубави, имају моћ над њим и његовим следбеницима. Чак се и Ђаво показује послушнијим Богу, на укоравање људи који вољно или невољно постају непослушни, те отпадници и богоодступници.
У хришћанству је зло инкарнирано у врагу или сотони, палом анђелу који је главни противник Бога. Хришћани су римска и грчка божанства такође сматрали ђаволима.
Хришћанство описује Сотону као палог анђела који терорише свет зло, антитеза истине, и биће осуђен, заједно са палим анђелима који га прате, на вечни ватру на Последњем суду.
У хришћанству, ђаво се обично назива сотона. То је зато што су хришћанска веровања у сотону директно инспирисана доминантним погледом на јудаизам Другог храма, како га је Исус изразио / практиковао, и са неким мањим варијацијама. Неки савремени хришћани сматрају врага анђелом који се заједно са трећином анђела (демона) побунио против Бога и самим тим је осуђен на Ватрено језеро.
Сотона је традиционално идентификован као змија која је уверила Еву да једе забрањено воће; на тај начин, сотона је често приказан као змија. Иако та идентификација није присутна у приповести о Адаму и Еви, ова интерпретација сеже бар до времена писања књиге Откровења која посебно идентификује Сотону као змију (Отк 20,2).
У Библији је ђаво идентификован са "змајем" и "старом змијом" виђеном у Књизи Откровења (12: 9, 20: 2), као што је "принц овог света" у Јеванђељу по Јовану ( 12:31, 14:30); и "дух који сада делује у деци непослушности" у Посланици Ефасцима (2: 2); и "бог овога света" у 2 Коринћанима (4: 4).
Ђаво се понекад назива Луцифер, посебно када га описују као анђела пре његовог пада, мада је референца у Исаији 14:12 о Луциферу (латински Луциферус, "доноситељ светлости"), "син зоре",
Белзебуб је изворно име филистејског бога (тачније одређене врсте Баала, од Ба'ал Зебуб, лит. "Господар Мува"), али се такође користи у Новом завету као синоним за сотону. Друга, нетачна верзија, "Белзебоуб", појављује се у "Божанственој Комедији" (Inferno XXXIV).
„Без ђавола се не можемо спасти!”, каже свети српски старац Тадеј Витовнички.

### Апокриф / Девтероканон
У Књизи мудрости ђаво је представљен као онај који је смрт донео у свет. Друга књига Еноха садржи референце на Сатанаела, описујући га као кнеза Григорија који је бачен с неба и злог духа који је знао разлику између онога што је „праведно“ и „грешно“
У Књизи о јубилејима, сотона влада над низом анђела.  Мастема, који је наговорио Бога да тестира Аврама жртвом Исаковом, идентичан је Сотони и у имену и у природи.
Књига Еноха садржи референце на Сатхаријела, за кога се мисли да је Сатаниел и Сатан'ел. Слични се правописи огледају његове анђеоске браће Михајла, Рафаило, Урила и Гаврила, пре његовог протеривања са Неба.

## Германско паганство
У неким традицијама божанства могу постати демони. Тевтонски богови демонизовали су дивове.

## Гностичке религије
Гностичке религије постулирају идеју да је материјални свет инхерентно зло. Једини истински Бог је удаљен, изван материјалног универзума, стога овим универзумом мора управљати инфериорно божанство наметача. Неке секте, попут  Маркионаца, ово божанство су поистоветили са божанством Старог завета. Тертулијан оптужује Маркиона од Синопе да он:
"...Сматрао је да је Стари завет био скандал за вернике ... и ... објашњавао је то постулајући [да је Јехова] секундарно божанство, демијург, који је у одређеном смислу био бог, али не и врховни Бог; био је праведан, ригидно праведан, имао је своје добре особине, али није био добар бог, који је био Отац нашег Господа Исуса Христа." 
Џон Арендзен (1909) у Католичкој енциклопедији (1913) помиње да је Еузебије оптужио Апелеса, гностичара 2. века, да је надахнуће старозаветних пророчанстава сматрао не богом, већ злим анђелом.
Ови списи се обично односе на Створитеља материјалног света као "демијурга" како би га разликовали од Јединога правог Бога.

### Катаризам
У 12. веку у Европи су се катари, који су били укорењени у гностицизму, бавили проблемом зла и развили идеје дуализма и демонологије. Катара је виђен као озбиљан потенцијални изазов тадашње католичке цркве. Катари су се поделили у два табора.
Први је апсолутни дуализам, који је сматрао да је зло потпуно одвојено од доброг Бога и да су сваки Бог и ђаво имали моћ. Други табор је ублажени дуализам, који Луцифера сматра божјим сином, а Христовим братом. Да би објаснили то, користили су присподобу о блудном сину, са Христом као добром ускоро, и Луцифером као сину који је залутао у зло.
Католичка црква је на Четврти латерански сабор одговорила на дуализам 1215. године, рекавши да је Бог створио све из ничега, а ђаво је био добар кад је створен, али је себе учинио лошим по својој слободној вољи. У Јеванђељу тајне вечере, Луцифер се, као и у претходним гностичким системима, појављује као демијург, који је створио материјални свет.

## Хиндуизам
Најранији хиндуистички текстови не нуде даља објашњења зла, када се зло сматра нечим природним. Међутим, каснији текстови нуде различита објашњења зла. Према објашњењу које су дали Брамани, и демони и богови говорили су истину и неистину, али демони су се одрекли истине, а богови су се одрекли неистине.
Оба духа се сматрају различитим аспектима једног врховног бога. Чак се и нека жестока божанства попут Калија не сматрају враговима, већ као тамнијим аспектима бога и могу чак испољити доброчинство.

## Ђаво у исламу
Иблис (арап. إبليس) или Шејтан (арап. شيطان), по исламском учењу, праотац је Џина.
У исламу се принцип зла изражава са два термина који се односе на исти ентитет:  шејтан (значи залутали, далеки или ђаво) и иблис. Иблис је право име ђавола који представља карактеристике зла.
Иблис се спомиње у кур'анској нарацији о стварању човечанства. Кад је Бог створио Адама, наредио је анђелима да се поклоне пред њим. Све је то учинио, али је Иблис одбио и тврдио да је супериорнији од Адама из поноса. [Кур'ан 7:12]
Стога су понос, али и завист постали знак "неверства" у исламу. Након тога Иблис је био осуђен у паклу, али Бог му је одобрио захтев да заведе човечанство знајући да ће се праведници одупрети Иблисовим покушајима да их погрешно води.
У исламу, и добро и зло је Бог створио. Али будући да је Божја воља добра, зло у свету мора бити део Божјег плана. Заправо, Бог је дозволио врагу да заведе човечанство. Зло и патња сматрају се тестом или шансом да се докаже поуздање у Бога.
Неки филозофи и мистици истицали су самог Иблиса као узор поверења у Бога, јер је Бог наредио анђелима да се противе, а Иблис је био приморан да бира између Божје наредбе и Божје воље (да не хвали некога другог осим Бога). Успешно је прошао тест, али његова непослушност је проузроковала казну и самим тим патњу. Међутим, он остаје стрпљив и на крају је награђен.
Муслимани су сматрали да су преисламски џинови, богобојазни божанства, постали подложни исламу и Божјем суду, а да су они који се нису покорили закону Божјем, ђаволи.
Као и у хришћанству, Иблис је некада био побожно створење Бога, али је касније због свог поноса избачено са Неба. Међутим, да би одржао апсолутну сувереност Бога, ислам одговара линији коју је преузео Иренеј уместо каснијег хришћанског консензуса да се ђаво није побунио против Бога, већ против човечанства.
Даље, иако се Иблис углавном сматра правим телесним субјектом,, он има мање значајну улогу као персонификација зла него у хришћанству. Иблис је само искушеник, препознатљив због подстицања људи на грех шапутањем људским умовима (васвас), сродним јеврејској идеји о ђаволу као хазера хара.
Са друге стране, шејтан се односи на силе зла, укључујући и ђавола Иблиса, а затим изазива заблуду. Шејтан је такође повезан са психолошком природом људи, појављује се у сновима, изазивајући љутњу или прекидајући менталну припрему за молитву. Даље, појам шејтан односи се и на бића која следе зле сугестије Иблиса.
Даље, принцип шејтана је у много чему симбол духовне нечистоће, представљајући сопствене дефиците људи, за разлику од "правог муслимана", ослобођеног беса, пожуде и других ђаволских жеља.

### У суфизму и мистицизму
Побуна против Бога, споменута у Кур'ану, одвија се на нивоу психе, која мора бити обучена и дисциплинована за своје јединство са чистим духом. Пошто психа покреће тело, тело није препрека људском, већ неопрезност која је импулзивним силама омогућила да побуне против Бога на нивоу психе.
Ипак, то није дуализам између тела, психе и духа, јер дух обухвата и психу и телесне аспекте човека. Пошто се свет држи као огледало у коме се одражавају Божји атрибути, учешће у световним пословима не мора се посматрати као супротност Богу.
Ђаво активира себичне жеље психе, удаљавајући га од Божанског. Према томе, "Ја" се сматра злим, и Иблис и Фараони су присутни као симболи за изговарање „Ја“ у сопственом понашању. Због тога се препоручује употреба термина "ја" што је ређе могуће. Само Бог има право да каже „ја“, будући да је само Бог само-постојан. Изговарање „ја“ је дакле начин да се упоредимо са Богом, што се сматра ширком.

### У салафизму
Салафијске струке ислама обично наглашавају дуалистички светоназор између верника и неверника, са ђаволом као непријатељем Божјег пута. Иако ће Бог коначно победити ђавола, он је озбиљан и опасан противник људи.
Док су у класичним хадисима демони (шејтани) и џини одговорни за нечистоћу и могуће угрожавање људи, у салафијевцу мисли да је сам враг тај који вреба на вернике, увек настојећи да их залута од Бога. Ђаво се сматра свеприсутним ентитетом, који трајно подстиче људе на грех, али може га се одгурнути сећањем на име Бог.
Ђаво се сматра спољним ентитетом, који прети свакодневном животу верника, чак и у друштвеним аспектима живота. На пример, за западну еманципацију одговоран је ђаво.

## Јудаизам
Јахве, бог у претинилном јудаизму, створио је и добро и зло, као што је наведено у Изаији 45: 7: „Ја обликујем светлост и стварам мрак: чиним мир и стварам зло: Ја Господ све то радим. "
Ђаво не постоји у јеврејским списима. Међутим, утицај Зороастризма током Ахеменидског царства увео је зло као посебан принцип у јеврејски систем веровања, који је постепено екстернализирао опозицију док се хебрејски термин сотона није развио у специфичну врсту наднаравног ентитета, мењајући монистички поглед на јудаизам у дуалистички.
Касније је рабински јудаизам одбацио Књиге Енохија (написане током Другог храма периода под персијским утицајем), које су приказале врага као независну силу зла поред Бога. Након апокалиптичног периода, мисли се да је Сотона у Танаху алегоричан.

## Манихаизам
У манихаизму су Бог и ђаво два неповезана принципа. Бог је створио добро и насељава царство светлости, док је ђаво (који се такође назива и принц таме) створио зло и насељава царство таме. Савремени свет је настао када је краљевство таме напало краљевство светлости и стопило се са духовним светом. На крају ће ђаво и његови следбеници заувек бити запечаћени и краљевство светлости и краљевство таме и даље ће постојати вечно, никада више да се не помешају.
Хегемоније (4. век нове ере) оптужује да је перзијски пророк Мани, оснивач манихајске секте у 3. веку нове ере, идентификовао Јехову као "ђаволског бога који је створио свет" и рекао да је "онај који је разговарао са Мојсијем, Јеврејима и свештеницима ... је [Принц] Таме ... није бог истине. "

## Тенгризам
Међу тенгристичким митовима централне Азије, Ерлик се помиње као ђаволска фигура и као владар пакла, који је уједно и први човек. Према једној нарацији, Ерлик и Бог су заједно пливали изнад исконских вода. Кад се Бог спремао да створи Земљу, послао је Ерлика да зарони у воде и сакупи мало блата. Ерлик је сакрио нешто у устима да би касније створио свој свет. Али када је Бог наредио да се Земља прошири, Ерлика је узнемирило блато у устима. Бог је помогао Ерлику да га испљуне. Блато које је носио Ерлик уступило је неугодна подручја света.Због свог греха био је додељен злу.
У другој варијанти, бог ствараоца идентификује са Улгеном. Поново изгледа да је Ерлик први човек. Желео је да створи човека баш као што је то урадио Улген, након чега је Улген реаговао кажњавањем Ерлика, бацивши га у Подземље где он постаје његов владар.
Према Тенгризму, нема смрти што значи да се живот ближи крају, то је само прелазак у невидљиви свет. Као владар пакла, Ерлик поробљава душе које су проклете у паклу. Он вреба на душама оних људи који живе на Земљи узрокујући смрт и болести. Ерлик шаље Кормоса да одузме душу новорођенчета, пратећи га целог живота у покушају да му одузму душу, ометајући га, погрешно усмеривши и повређујући га.
Када Ерлик успе да уништи људско тело, Кормос којег је послао Ерлик покушаће да га однесе у подземни свет. Међутим, добру душу ће донети у рај Јаиутши којег је послао Улген.
Неки шамани су такође правили жртвовања за Ерлика,ради стицања вишег ранга у Подземљу, ако су проклети да буду послети у пакао.

## Језидизам
Према језидизму, не постоји ентитет који представља зло у супротности с Богом; језидизам такав дуализам одбацује, а зло сматра непостојећим. Језиди се придржавају строгог монизма и забрањено им је да изговарају реч "ђаво" и да говоре о било чему везаном за пакао.

## Зороастризам
Зороастризам је вероватно увео прву идеју концептуалног ђавола; принцип зла који независно постоји осим Бога. У зороастризму добро и зло произлазе из две крајње супротстављене силе. Снага добра назива се Ахура Мазда, а "деструктивни дух" на авестанском језику Ангра Мајнију. Средњи персијски еквивалент је Ахриман. Они су у вечној борби и нису свемоћни, посебно Ангра Мајнију који је ограничен на простор и време: на крају времена биће коначно поражен. Док Ахура Мазда ствара оно што је добро, Ангра Мајнију је одговоран за свако зло и патњу на свету, попут жаба и шкорпиона.

## Ђаво у филозофији
Холандски филозоф Барух Спиноза негира антропоморфизам у религији. За њега Ђаво није човек и не треба му приписивати људске особине или моралне квалитете. Бог није искључиво добар; његови поступци могу људима, из њихове ограничене перспективе, изгледати злим. Али зло је такође део Бога — његова супротност не постоји, јер је његова безграничност и то уклопила у себе. Непостојање ђавола Спиноза онтолошки доказује:
| „       | Схватимо ђавола, како то неки хоће, као једно мислеће биће, које уопште не жели, нити чини добра, и које се дакле потпуно супротставља Богу. А то значи да је оно заиста врло бедно и, ако молитве могу помоћи, онда би се за његово спасење морало молити. Али погледајмо да ли једно такво биће може и за тренутак постојати, и одмах ћемо наћи да то није тако; јер из савршенства неке ствари произилази целокупно њено трајање, и уколико она у себи има више стварног и божанског, утолико је и постојанија; како дакле може постојати ђаво, који у себи нема ни најмање савршенства? Сем тога, постојаност или трајање код једног модуса мислеће ствари јавља се само у јединству које, проузроковано љубављу, такав модус има са Богом. Пошто је у ђаволу дата управо супротност томе јединству, немогуће је да оно и постоји. | ” |
| — Етика | |   |

„Највећа лукавост ђавола је у томе што нас је убедио да не постоји.”, тврдио је Шарл Бодлер.

## Демони
У неким религијама и традицијама ови су засебни демони; други идентификују ова имена као обличја ђавола. Чак и када се сматрају појединачним демонима, понекад се мисли да су под ђаволовом директном контролом.
Ово су само они на које се мисли као да су ђаво; Листа демона има општији списак.
- Асмодеус, Асмедај (хебрејски): краљ духова (Шедим / Џин); Аесма-даева (Авестан): Краљ девет пакла
- Азазел, Асаел (хебрејски): Краљ ђавола
- Бафомет, демон којег су наводно обожавали витезови темплари
- Билзебуб, ба'ал зевув בעל זבוב (хебрејски): Господар мува (Матеј 10:25) (2. Коринћанима 6:15)
- Белиал, Белиар, Белиар (хебрејски): без господара, презира Земље, Господар поноса
- Мастема, ђаво у књизи Јубилеји
- Лилит, женски демон из јеврејске митологије
- Самаел, име ђавола у јеврејском Мидрашиму